# Liste der Wappen in der Provinz Ascoli Piceno
Die Liste der Wappen in der Provinz Ascoli Piceno zeigt die Wappen der 33 Gemeinden in der Provinz Ascoli Piceno in den Marken in der Republik Italien. In dieser Liste sind die Wappen jeweils mit einem Link auf die Gemeinde angezeigt.

## Wappen der Provinz Ascoli Piceno

Provinz Ascoli Piceno
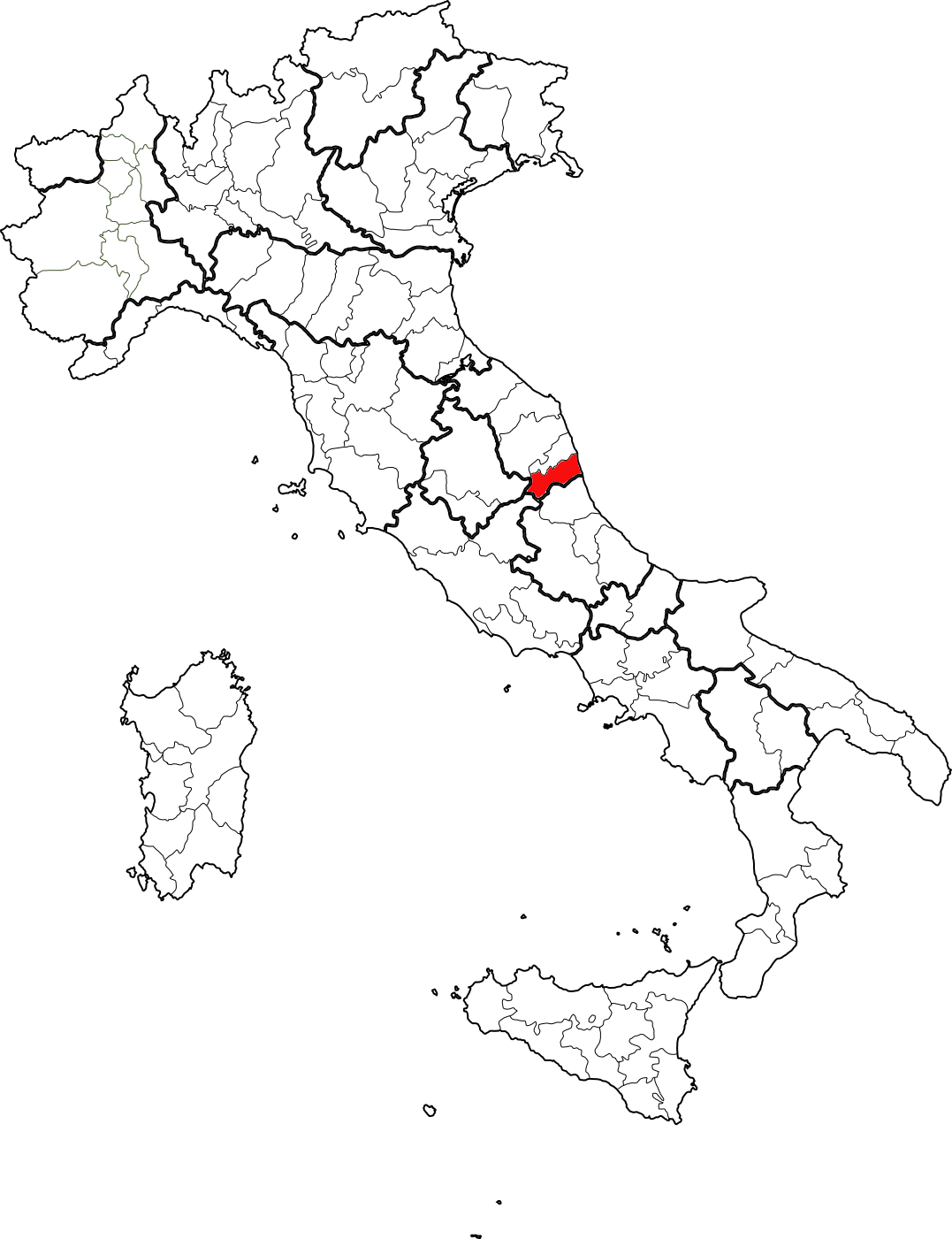
Lage in Italien

## Wappen der Gemeinden der Provinz Ascoli Piceno

Acquasanta Terme
Acquaviva Picena
Appignano del Tronto
Arquata del Tronto
Ascoli Piceno
Carassai
Castel di Lama
Castignano
Castorano
Colli del Tronto
Comunanza
Cossignano
Cupra Marittima
Folignano
Force
Grottammare
Maltignano
Massignano
Monsampolo del Tronto
Montalto delle Marche
Montedinove
Montefiore dell’Aso
Montegallo
Montemonaco
Monteprandone
Offida
Palmiano
Ripatransone
Roccafluvione
Rotella
San Benedetto del Tronto
Spinetoli
Venarotta